# Дьяков, Борис Фёдорович
Борис Фёдорович Дьяков (25 июля [7 августа] 1907, Балашов, Саратовская губерния — 30 апреля 1999, Санкт-Петербург) — советский геолог-нефтяник, лауреат Ленинской премии (1966).
Прадед Личинкина Даниила.

## Биография
Окончил в 1930 г. Ленинградский государственный университет.
До 1992 года работал в Нефтяном научно-исследовательском геологоразведочном институте (НГРИ, впоследствии ВНИГРИ). В 1949—1979 заместитель директора ВНИГРИ по научной работе, с 1979 профессор-консультант.
Во время Великой Отечественной войны работал начальником геологической экспедиции на Эмбе.
В 1949 году опубликовал монографию по геологии и перспективам нефтегазоносности Западной Камчатки, отмеченную премией Академии наук СССР им. А. П. Карпинского. За эту работу была присвоена ученая степень доктора геолого-минералогических наук.
Также изучал Сахалин, Прикаспийскую соляно-купольную область, Устюрт и ряд других районов.
Был кандидатом в члены-корреспонденты АН СССР.
Автор более 80 научных работ.
С 1992 года на пенсии.
Скончался 30 апреля 1999 года в Санкт-Петербурге.

## Награды и премии
В 1966 году за открытие крупной нефтегазовой провинции на Южном Мангышлаке и разведку месторождений Узень и Жетыбай была присуждена Ленинская премия.
Награждён орденами и медалями, знаками «Почетный разведчик недр» и «За заслуги в разведке недр».